# 役種
役種（やくしゅ）とは、軍人の現役・予備役・退役・後備役・国民兵役（以下、現役以外を「予備役等」という。）などの種別をいう。なお、予備役等にある軍人は在郷軍人とも呼ばれる。士官・准士官・下士官・兵卒・海軍予備員によって異なる。
予備役等の者を部隊に充員することやその影響については「動員」の記事に詳しい。

## 概説
各国の法令上の定義によって異なるが、一般的に現役とは平時常備軍に勤務している軍人の分類をいう。現役を退くと予備役等に編入され、平時に勤務することはなくなるが、有事には召集を受けて、軍務に服することはありうる。
予備役等を設けることで、平時には少ない経費で軍隊を運営しつつ、有事には大量の動員を可能とすることができるため、国民皆兵制度創設の頃から置かれるようになる。
予備役等は後方警備などの任務に就くことが多いが、スイス軍や即応予備自衛官制度のように第一線で活躍することが期待されることもある。また、日露戦争中の沙河会戦では梅沢道治少将率いる近衛後備混成旅団が劣悪な環境の中で奮戦をして名を上げた。

## 自衛隊
自衛隊においては、現役の自衛官（常備自衛官）以外に、志願者によって即応予備自衛官および予備自衛官（以下「予備自衛官等」という）が置かれている。徴兵制の軍隊においては、予備役の人数は現役の数倍に達することが通常である。志願制の軍隊においても予備役は現役と比べて半数から同数程度（国によっては現役を上回る員数）を維持している国が多いにもかかわらず、予備自衛官等の人数は常備自衛官の約20%と非常に少ないものとなっている。
国内外の有事や大規模な自然災害の際に大量動員が必要な陸上自衛隊での創設が最も早く、陸上自衛隊創設の年である昭和29年に、予備自衛官制度が置かれる。平時にも艦船・航空機を運用するため高充足率や高い技術性が求められる海上自衛隊および航空自衛隊においては導入は遅く、海上自衛隊では昭和45年に、航空自衛隊では昭和61年12月に導入される。
一般的な予備役制度では、大佐以上を含めて予備役に編入されるが、予備自衛官制度では2佐（大隊長級、艦長級）以下の自衛官に限っている。また、即応予備自衛官制度では、2尉（小隊長級）以下1士以上に限られている。
予備自衛官はその指定に係る自衛官の階級名に「予備」の、即応予備自衛官は「即応予備」の文字を冠した呼称を用いる（自衛隊法第69条の2第1項および75条の8）。
日本陸海軍においては、予備役にある軍人は応召したとしても、特別の措置がなければ予備役のまま在隊しているものとして扱われていた。他方、防衛招集、国民保護等招集および災害招集の招集命令により招集された予備自衛官は、辞令を発せられることなく、招集に応じて出頭した日をもって、現に指定されている階級の自衛官となるものとされている（自衛隊法第70条）。
- 昭和29年：予備自衛官制度導入
- 昭和33年：昇進開始
- 昭和36年：分割招集実施
- 昭和46年：准尉採用開始
- 昭和49年：予備自衛官き章制定
- 平成9年：即応予備自衛官制度導入
- 平成13年：予備自衛官補制度導入
- 平成13年：予備自衛官災害派遣導入
- 2004年（平成16年）7月1日：医師、歯科医師および薬剤師以外の2等陸佐（大隊長級）・2等海佐（艦長級）・2等空佐および3等陸佐（中隊長級）・3等海佐（艇長級）・3等空佐が予備自衛官に志願できるようになる。

| 年度                 | 常備自衛官 | 即応予備自衛官 | 予備自衛官 |
| -------------------- | ---------- | -------------- | ---------- |
| 1954年（昭和29年）度 | 179,000    |                | 15,000     |
| 1961年（昭和36年）度 |            | -              | 17,000     |
| 1962年（昭和37年）度 |            | -              | 19,000     |
| 1964年（昭和39年）度 |            | -              | 24,000     |
| 1967年（昭和42年）度 |            | -              | 30,000     |
| 1969年（昭和44年）度 |            | -              | 33,000     |
| 1970年（昭和45年）度 | 179,000    | -              | 36,000     |
| 1973年（昭和48年）度 |            | -              | 39,000     |
| 1980年（昭和55年）度 |            | -              | 41,000     |
| 1983年（昭和58年）度 |            | -              | 43,000     |
| 1985年（昭和60年）度 | 180,000    | -              | 43,000     |
| 1986年（昭和61年）度 |            | -              | 44,000     |
| 1987年（昭和62年）度 |            | -              | 45,000     |
| 1988年（昭和63年）度 |            | -              | 46,000     |
| 1997年（平成9年）度  |            | 1,400          | 46,000     |
| 2005年（平成17年）度 | 157,828    |                |            |

## 日本陸軍

### 明治6年-明治22年
兵役の区分は明治6年の徴兵令によって制定された。国民皆兵であり対象年齢となった者は等しく徴兵検査を受ける事となる。とは言ったものの兵の数には定員があり、徴兵検査に合格した者が全て兵になれるわけではなかった。令によって陸軍は「常備軍」・「後備軍」・「国民軍」の3種に大別された。常備軍つまりは後の現役であり実際に入営する者がこれにあたる。常備軍に編入されたる者は3か年の役があり、それが終わると後備軍に編入された。後備軍は第一後備軍・第二後備軍に分かれ、第一後備軍は2か年の役があり、戦時においては第一に召集された。平時にあっても年一度の復習を目的とした召集があった他、第一後備軍にある者は鎮台の管区外への外出を禁じられた。第二後備軍は第一後備軍の2か年を勤め終えた者が対象で、こちらも2か年の役があった。第一後備軍にある復習召集は無く、管区外への外出は許可制だった。最後の国民軍は常備軍・後備軍のいずれにも服さなかった17歳以上40歳未満の男子または第二後備軍まで勤め終えた者が対象となった。

### 明治22年-昭和2年
この徴兵令は数次の改正を経て明治22年に法律第一号として改正され、名称がそれぞれ「常備兵役」・「後備兵役」・「国民兵役」と変わった。常備兵役は「現役」と「予備役」に分かれ、現役は陸軍3年・海軍4年、予備役はその逆で陸軍4年海軍3年と定められた（陸海軍で不平等が少ないように、通してともに7年となるようにされた）。後備兵役は常備兵役の終了者で、5か年。国民兵役は旧令と同じく17歳以上40歳未満の男子が対象となった。この徴兵令は昭和2年の兵役法（昭和2年法律第47号）を以て全部改正された。
当初は予備士官については、「陸軍予備後備将校補充条例」（明治22年5月21日勅令第69号）によって規定されていた。

### 昭和2年-昭和20年
昭和2年4月1日に制定された兵役法は、兵役の区分を常備兵役・後備兵役・補充兵役・国民兵役とし、常備兵役は現役と予備役に分かれ、補充兵役と国民兵役はそれぞれ第一・第二に分かれた。兵役法に規定された各兵役の年限と定義は次の通りである。
常備兵役
現役と予備役を合わせた称で、旧制の常備軍にあたる。
現役
徴兵検査に合格しかつ指名を受け入営した兵、すなわち甲種合格した者と徴兵検査で身体"健"と判断（乙種第一）され特に志願あるいは抽籤に当った者および実役定限年齢に未だ到達していない将校・下士官を指す。一般に現に軍務に就いている軍人を指し、現役を離れ予備役・後備役あるいは退役した軍人を在郷軍人や退役軍人と称した。兵の現役年限は陸軍二年、海軍三年で、下士官以上はある一定の年齢までが現役期間としてその年齢に到達した時に予備役編入となる。その一定年齢とは、憲兵を除く下士官・准士官は40歳まで、憲兵下士官は45歳、憲兵准士官48歳。士官は兵科によらず少中尉45歳・大尉48歳・少佐50歳・中佐53歳・大佐55歳・少将58歳・中将62歳・大将65歳。階級ではないが、元帥府に列せられた陸海軍大将は終身現役の栄誉にあずかった。
帰休兵
現役兵の定員が余剰になったとき、兵の一部を現役のまま在営期間を短縮して帰郷させた制度。法的には単に帰休兵だが、現役の身分である事を強調して俗に現役帰休兵ともいう。
予備役
現役を終了した軍人が服し、年限は陸軍5年4月・海軍4年。後に昭和16年11月に改正され、後備役が廃され予備役と合一し、陸軍15年4月・海軍12年と変わる。予備役にある軍人は、毎年一回の簡閲点呼や勤務演習を受け、在郷軍人会の入会を義務付けられた。現役人員に欠員が出たときは現役の余剰人員である帰休兵の次に召集される。下士官の予備役期間は7年で終了すると第一国民兵役となる。士官は5年間予備役に服し、以後は退役となる。予備役にある者の席次は現役の次とし、階級はそれぞれの階級呼称に「予備」を冠し「予備陸軍大佐」のように称する。
後備兵役
常備兵役を終えた者が服す役で、予備役の次にあたる。旧制の後備軍で、後備兵役は一般には単に後備役と称する。昭和16年11月の改正によって後備兵役は予備役と合一し廃される。
補充兵役
第一補充兵役と第二補充兵役を合わせた呼称。該当者はいずれも徴兵検査において現役に適するとされた者。合格基準の乙種第二にあたる。
第一補充兵役
陸軍では徴兵検査に合格したものの指名を受けず、入営しなかった者が服す兵役。兵役法制定時の服役年限は陸軍12年4月で、昭和14年に改定され17年4月。海軍は常備兵役を終わった者が対象となり、期間は1年。第一補充兵とも。
第二補充兵役
陸軍では徴兵検査の時点で現役・第一補充兵役に充当されなかった者が対象で、服役年限17年4月。海軍では第一補充兵役が終了するとこれに服し、当初は11年であったが昭和14年改定により年限は16年4月。第二補充兵とも。
国民兵役
第一国民兵役と第二国民兵役を合わせた分類。
第一国民兵役
常備兵役と補充兵役を終了した者が服する。
第二国民兵役
年齢17歳以上45歳までの者で常備兵役・補充兵役・第一国民兵役に服さなかった者が対象となる。徴兵検査基準の「丙種」と判定された者がこれにあたり、その基準は「身体上極めて欠陥の多い者」をいう。徴兵検査では甲種・乙種が合格で、丙種は一応合格、丁種・戊種が不合格だったが、戦局が悪化し末期になるとこの一応合格の身体上極めて欠陥の多い者までも戦地に送られた。
明治初期には民兵的な存在として、屯田兵および屯田予備兵を置く。
他国の陸軍に比べて各年代における徴兵経験者の割合が低く、有事には相当の高年齢者まで召集せざるを得なかった。岡本太郎は1942年（昭和17年）に31歳の時に補充兵役で召集され、陸軍二等兵として中国戦線へ出征している。

### 予備役将校の養成
戦時に大量動員が必要な下級将校の養成は、陸軍にとって重要な課題であった。そこで、次のような制度が存在していた。
- 一年志願兵制度
- 甲種幹部候補生制度（陸軍予備士官学校などで教育が行われた。）

## 日本海軍

### 明治16年-
明治16年12月18日付の「海軍志願兵徴募規則」によると、役種は現役・予備役に区分されていた。
これによると、卒の現役年期は、長期を10年、短期を7年としていた。准卒は3年とされた。
卒の予備役は、現役年期と併せて12年となるように設定された。准卒には予備役はなかった。

### 昭和2年-
海軍武官服役令（昭和2年11月30日勅令第333号）によると、海軍武官（下士官以上）の服役は、士官、特務士官および准士官にあっては現役および予備役、下士官にあっては現役、予備役および国民兵役に分け、国民兵役はさらに第一国民兵役および第二国民兵役に分けられている。

#### 海軍准士官以上
現役の士官、特務士官および准士官は別段の規定ある場合を除くのほか、現役定限年齢に満ちる日までこれを現役に服させる。現役士官の現役定限年齢は、大将が65年、中将が62年、少将が58年、大佐が54年、中佐が50年、少佐が47年、大尉が45年、中尉および少尉が40年、将校相当官たる大佐相当官以下少尉相当官以上は将校のそれに2年を加えた年とされている。現役の特務士官たる大尉は52年、特務士官たる中尉および少尉は50年、准士官は48年とされ、また特務士官より任用したる佐官（各科大佐を除く）または士官たる大尉の現役定限年齢は特務士官たる各科大尉の例によるものとされる。元帥たる大将の現役定限年齢はない。
現役の士官、特務士官および准士官は、次の場合にこれを予備役に服させた。現役定限年齢に達したとき。海軍武官服役令第13条の規定により現役を退いたとき。休職2年を経過したとき。停職1年を経過したとき。待命、休職および停職を通じて三年を経過しまたは休職および停職を通じて二年を経過したとき。別段の規定ある場合を除くのほか宮内官または海軍部外の文官（待遇職員を含む）に専任または専補されたとき。貴族院令第4条の規定により貴族院議員となったとき。また、将官または休職もしくは停職中の佐、尉官、特務士官および准士官にして現役に堪えない者は本人の願いによりこれを予備役に服させることができる。
士官、特務士官および准士官の予備役期間の終期はおのおの、その現役定限年齢に5年を加えた年齢に満ちる年の3月31日とする。
士官、特務士官および准士官は次の場合に退役とした。予備役を終わったとき。海軍武官服役令第14条の規定により服役を免ぜられたとき。

#### 海軍下士官
下士官の現役は6年、予備役は別段の規定ある場合を除くのほか7年とする。ただし、現役兵たる下士官候補者（海軍志願兵出身の者を除く）および師範学校を卒業し国民学校の教職に就くの資格を有する者より任用した下士官の現役はその兵として現役に服したる期間を通じ3年とされる。
下士官の現役定限年齢は40年とされる。

## 民兵制度
民兵制度は国によって様々であるが、これも広義の予備役等に分類しうる。
- 屯田兵・屯田予備兵（明治7年（1874年）-明治37年（1904年）の日本）
- 州兵（米国）
- 民防衛隊（韓国）